# Huỳnh Đình Điển
Huỳnh Đình Điển, không rõ năm sinh năm mất, là một chí sĩ và một doanh nhân Việt Nam nổi tiếng thời cận đại. Ông là một thành viên của Phong trào Minh Tân và là một trong những người tổ chức đám tang Phan Chu Trinh tại Sài Gòn năm 1925.

### Thân thế
Chưa có bất kỳ tài liệu nào ghi năm sinh hay năm mất của ông. Chỉ biết ông là người làng Thành phố, tổng Hòa Lạc Hạ, tỉnh Gò Công (nay thuộc Thành phố Gò Công, tỉnh Tiền Giang). Theo nhà nghiên cứu Nguyễn Ngọc Phan, ông là con ông Huỳnh Đình Nguơn, một địa chủ giàu có nhất nhì xứ Gò Công, từng làm Tri huyện cho chính quyền thực dân, qua đời năm 1892. Bà ngoại ông là bà Trần Thị Sanh, vợ thứ của Trương Định, đồng thời cũng là một trong những phú hộ của đất Nam Kỳ. Tuy nhiên, theo tờ "Tương phân gia sản" lập năm 1897 của bà Dương Thị Hương, con riêng của bà Sanh và là vợ ông Nguơn, lại không nhắc đến tên ông Huỳnh Đình Điển.
Không rõ thời thơ ấu và học vấn của Huỳnh Đình Điển thế nào, tuy nhiên, với điều kiện gia đình, có lẽ ông đã có một sự giáo dục khá về Tây học, biểu hiện ở công việc thông ngôn ở Trung Kỳ thời trai trẻ và kiến thức thuộc da của ông lúc kinh doanh ở Nam Kỳ.

### Hoạt động cho hội Minh Tân
Không rõ ông bỏ việc thông ngôn và về Nam Kỳ từ khi nào, nhưng vào đầu thập niên 1900, ông đã xuất vốn xây dựng và kinh doanh khách sạn ở Mỹ Tho, được xem là người kinh doanh khách sạn đầu tiên ở Tiền Giang.
Ban đầu, khách sạn có tên là Nam Kỳ lữ điếm, gồm 15 căn, kéo dài từ đầu đường Trần Văn Trân đến đầu đường D’Ariès, đối diện khu vực ga xe lửa và bến tàu lục tỉnh. Đầu năm 1908, ông đã cho Trần Chánh Chiếu mượn khách sạn để làm nơi liên lạc, hội họp, diễn thuyết, phân phát tài liệu, tuyên truyền và làm cơ sở kinh tài cho Phong trào Minh Tân, đổi tên thành Minh Tân khách sạn; có lúc Trần Chánh Chiếu trực tiếp quản lý, có lúc ông giao cho Nguyễn Minh Triết (Cả Trận) hay Nguyễn Chánh Sắt quản lý.
Đồng thời, ông còn tham gia thành lập "Nam Kỳ Minh Tân công nghệ" có trụ sở đặt tại khách sạn Minh Tân. Đây là công ty cổ phần, có vốn cố định lên đến 1.000 đồng Đông Dương, tương đương 25.000 francs, với mục đích như đã ghi trong Điều lệ là: "1. Lập lò nghệ tại Nam kỳ, lò chỉ, lò dệt, lò savon (xà bông), thuộc da và pha ly,v.v...2. Dạy con nít An Nam học nghề ấy"; nhưng thực chất là nhằm cạnh tranh với tư bản Pháp và tư bản Hoa Kiều, phát triển tiểu thủ công nghiệp, đào tạo nguồn nhân lực có trình độ, giáo dục hướng về thực nghiệp, khẳng định vị trí kinh tế của giai cấp tư sản Việt Nam.
Do hoạt động của hội Minh Tân, chính quyền thực dân bắt đầu theo dõi và chú ý đến hoạt động của khách sạn Minh Tân. Kể từ ngày 6 tháng 8 năm 1908, Huỳnh Đình Điển thay Trần Chánh Chiếu trực tiếp quản lý khách sạn. Tin dó được đưa lên báo để chính quyền thực dân bớt nghi ngờ. Tuy nhiên, tháng 10 năm 1908, thực dân Pháp bắt Trần Chánh Chiếu tại Sài Gòn cùng 91 người khác đưa về Mỹ Tho. Khách sạn Minh Tân cũng bị khám xét nhưng chính quyền không tìm được bằng chứng buộc tội chống chính quyền.
Huỳnh Đình Điển từ khi trực tiếp quản lý Minh Tân khách sạn vẫn tiếp tục hoạt động chính trị, hỗ trợ các hội viên Minh Tân. Tháng 8 năm 1910, khi Phan Chu Trinh bị kết án quản thúc tại Mỹ Tho, cụ Phan đã được ông đưa về cư ngụ tại khách sạn Minh Tân. Tháng 2 năm 1913, Cường Để từ Sài Gòn xuống Mỹ Tho bí mật liên lạc với Huỳnh Đình Điển. Lúc bấy giờ Minh Tân khách sạn đã trở lại tên cũ của nó là Nam Kỳ lữ điếm.
Cuối năm 1908, phong trào Minh Tân bị chính quyền thực dân Pháp gây khó dễ, ông chuyển một số hoạt động kinh doanh lên Sài Gòn. Vương Hồng Sển từng mô tả lại tài thuộc da và sự giàu có của Huỳnh Đình Điển khi thống trị cả dãy phố Pellerin (nay là đường Pasteur). Tại đây, ông còn cho xây dựng khách sạn Bá Huê Lầu nổi tiếng Sài Gòn thời bấy giờ. Nhiều nhân vật nổi tiếng như Ngô Văn Chiêu, Phan Chu Trinh... từng ngụ tại đây. Nhà văn Hồ Biểu Chánh cũng nhiều lần nhắc đến Bá Huê Lầu trong tác phẩm của mình.
Bên cạnh đó, ông còn tham gia hội kín Thanh niên cao vọng do Nguyễn An Ninh thành lập; đặc biệt, ông đã đóng góp tiền bạc cho sự ra đời và hoạt động của tờ báo Chuông Rè (La Cloche Fêlée).

### Tổ chức đám tang Phan Chu Trinh
Tháng 6 năm 1925, chí sĩ Phan Chu Trinh trở về nước. Ông được các hội viên Minh Tân bố trí cư ngụ tại Chiêu Nam Lầu, số 49 đường Kinh Lấp, Sài Gòn. Sau đó, do sức khỏe yếu, ông về Quán Tre để tiện việc chăm sóc sức khỏe cũng như giảm bớt sự chú ý của chính quyền thực dân Pháp. Tuy nhiên, được sự sắp xếp của Huỳnh Đình Điển và Nguyễn An Ninh, ông có hai buổi diễn thuyết tại nhà Hội Thanh niên Sài Gòn về "Quân trị chủ nghĩa và Dân trị chủ nghĩa" và "Đạo đức và luân lý Đông Tây".
Tối 24 tháng 3 năm 1926, Phan Chu Trinh qua đời. Các hội viên Minh Tân đưa thi hài cụ Phan về Bá Huê Lầu, tổ chức một lễ tang trọng thể và quàn suốt 10 ngày "... để cho đồng bào ai cũng được đến viếng cụ". Và "...suốt hơn 10 ngày đó dòng người không ngớt, hương trầm nghi ngút".
Do sự vận động của Huỳnh Đình Điển, cụ Phan được an táng tại nghĩa trang Hội Tương tế Gò Công tọa lạc tại Tân Sơn Nhất. 
| “                                                            | "Chẳng may Cụ tạ thế ở trong Nam, hài cốt quý báu của Cụ gửi trong một khoảng đất này, tuy hẹp hòi thấp thỏi, không xứng với tâm tình cao thâm của Cụ nhưng cũng là một khoảng đất Việt nên có lẽ cụ cũng vui lòng nơi chín suối. Chúng tôi cúi xin Cụ an giấc nghìn thu, chúng tôi nguyện sẽ chăm sóc, giữ gìn, bồi bổ phần mộ của Cụ đời đời". | ” |
| — Huỳnh Đình Điển, Điếu văn đọc trong lễ tang Phan Chu Trinh | |   |

Sau sự kiện lễ tang Phan Chu Trinh, các tài liệu không ghi chép các hoạt động sau này của Huỳnh Đình Điển. Không rõ ông mất năm nào, nhưng một bài báo của Phan Khôi đăng trên báo Trung Lập ngày 27 tháng 8 năm 1930, có nhắc đến ông nhân việc Hội đồng thành phố Sài Gòn dự định đặt tên đường.